# Аскасай
Аскасай — река в России, на острове Сахалин. Длина реки — 95 км. Площадь водосборного бассейна — 535 км².
Начинается к востоку от горы Водораздельная, течёт сначала на восток через лиственничный лес, затем на север мимо горы Аскасай, огибая которую, снова поворачивает на восток. В среднем течении долина реки заболочена. К югу от горы Отан течёт в глубокой долине с крутыми берегами, затем снова выходит на равнину. Впадает в залив Чайво. Ширина реки вблизи устья перед разделением на рукава — 29 метров, глубина — 3 метра. Протекает по территории Ногликского городского округа и по южной окраине села Вал.

## Основные притоки
Объекты перечислены по порядку от устья к истоку.
- 28 км: Хоеска
- 29 км: Маревый
- 83 км: Южный

## Данные водного реестра
По данным государственного водного реестра России относится к Амурскому бассейновому округу.
Код объекта в государственном водном реестре — 20050000212118300000609.